# Hakea stenocarpa
Hakea stenocarpa är en tvåhjärtbladig växtart som beskrevs av Robert Brown. Hakea stenocarpa ingår i släktet Hakea och familjen Proteaceae. Inga underarter finns listade i Catalogue of Life.